# Paulus van het Kruis

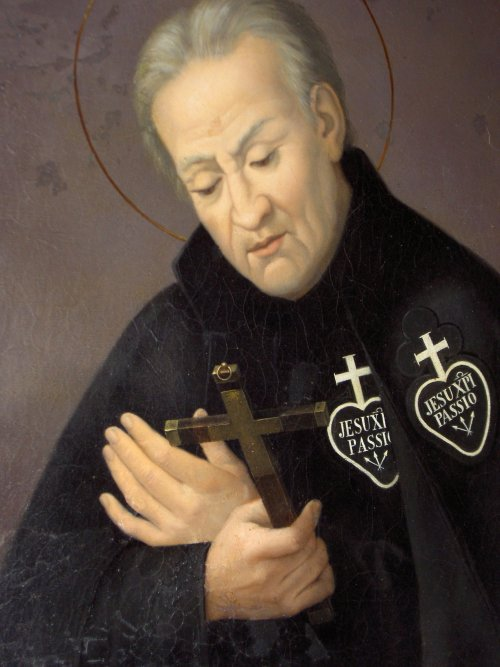
Paulus van het Kruis

Paulus van het Kruis (Ovada, 3 januari 1694 – Rome, 18 oktober 1775), eigenlijk Paolo Francesco Danei, was een Italiaans priester. Hij stichtte in 1720 de congregaties van de passionisten en passionistinnen.

## Leven
Samen met zijn broer Giovanni Batista trad Paulus van het Kruis op als missionaris onder de verarmde bevolking van Noord- en Midden-Italië. Paus Clemens XII verleende hun hiervoor in 1738 de titel 'apostolisch missionaris'. In zijn spiritualiteit vertoont Paulus van het Kruis invloeden van Johannes Tauler en Franciscus van Sales.

## Verering
Paulus van het Kruis werd in 1867 heilig verklaard door paus Pius IX. Zijn feestdag is op 19 oktober.